# Gelanor muliebris
Gelanor muliebris är en spindelart som beskrevs av Sarah Creecie Dyal 1935. Gelanor muliebris ingår i släktet Gelanor och familjen kaparspindlar.
Artens utbredningsområde är Pakistan. Inga underarter finns listade i Catalogue of Life.